# Anna Santamans
Anna Santamans (Fontcouverte-la Toussuire, 25 april 1993) is een Frans zwemster.
Santamans behaalde met haar ploeg twee gouden en een bronzen medaille op de Europese kampioenschappen kortebaanzwemmen 2012. Eerder dat jaar deed ze ook mee aan de Olympische Zomerspelen 2012 in Londen. Daar won ze echter geen medailles.

## Internationale toernooien
| Jaar | Olympische Spelen        | WK langebaan | WK kortebaan                                        | EK langebaan            | EK kortebaan                                                                              |
| ---- | ------------------------ | ------------ | --------------------------------------------------- | ----------------------- | ----------------------------------------------------------------------------------------- |
| 2012 | 10de 50 meter vrije slag |              | 11de 50 meter vrije slag 31ste 100 meter vrije slag | 7de 50 meter vrije slag | 4x50 meter wisselslag · 4x50 meter vrije slag (gemengd) · 4x50 meter wisselslag (gemengd) |
| 2013 |                          |              |                                                     |                         |                                                                                           |